# Trioza serrata
Trioza serrata är en insektsart som beskrevs av Mathur 1975. Trioza serrata ingår i släktet Trioza och familjen spetsbladloppor. Inga underarter finns listade i Catalogue of Life.